# Wittelsbach (Schiff, 1879)

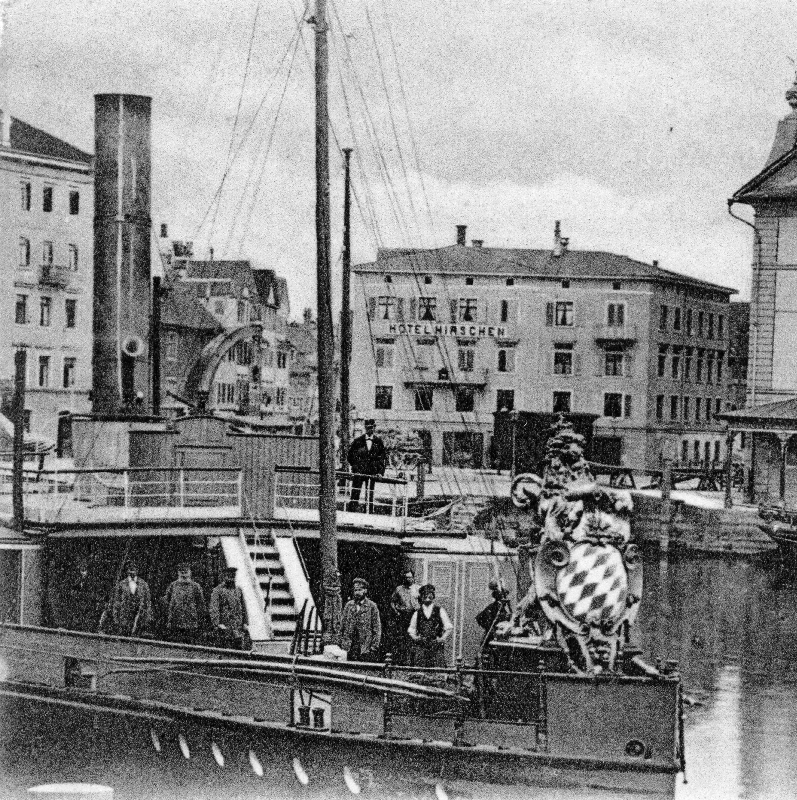
SD Wittelsbach mit dem bayerischen Löwen am Bug im Hafen von Rorschach

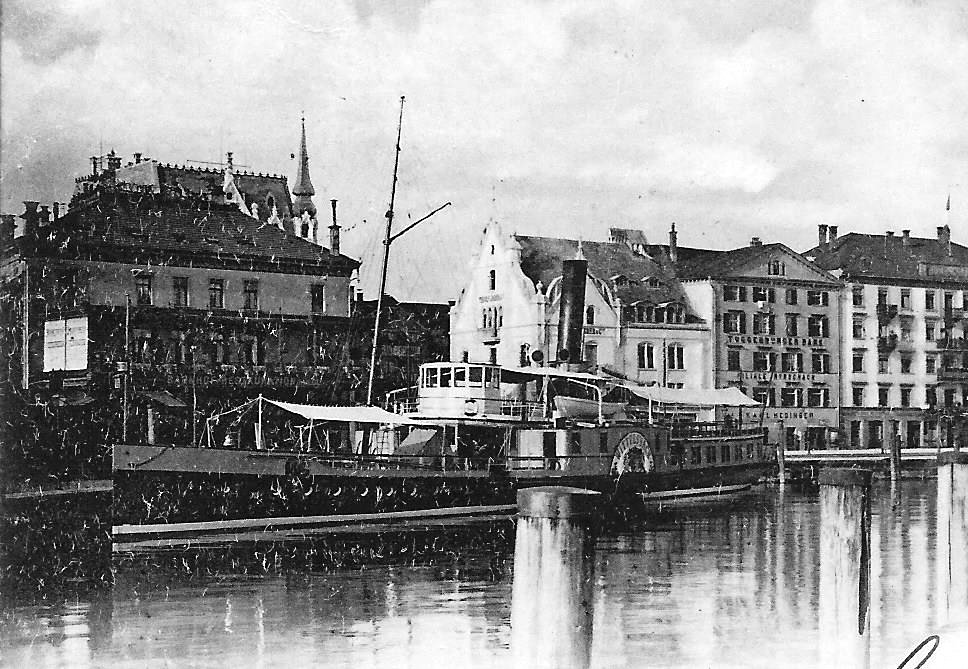
SD Wittelsbach um 1900 im Rorschacher Hafen

Die Wittelsbach, ab 1919 Augsburg, war ein bayerischer Raddampfer, der von 1879 bis 1928 als Passagierschiff auf dem Obersee des Bodensees im Einsatz war. 

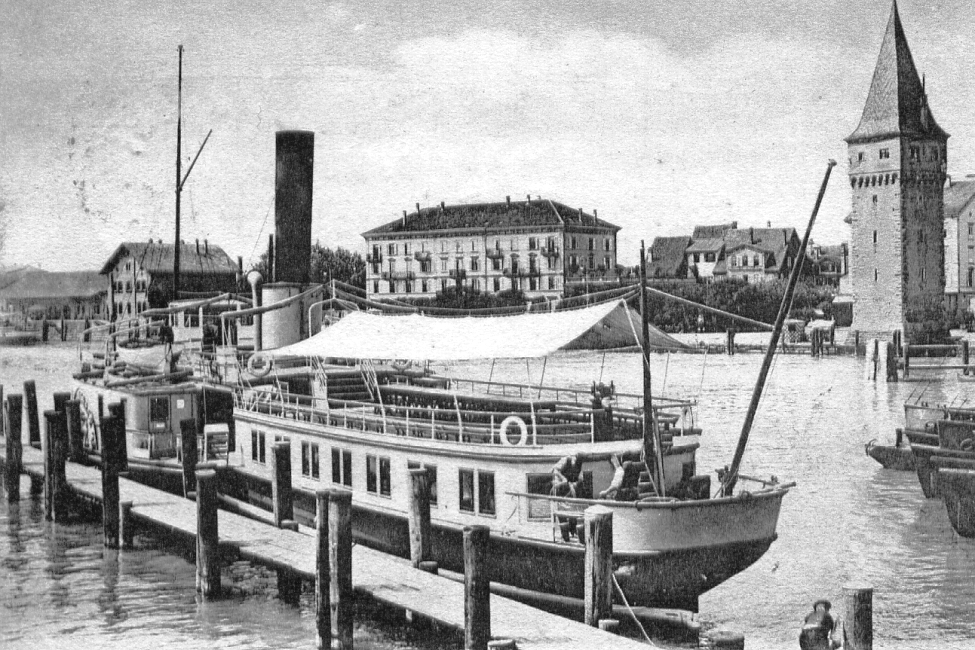
Die Wittelsbach vor 1900 im Heimathafen Lindau

## Geschichte
Die Wittelsbach wurde 1879 als letztes bayerisches Dampfschiff bei der Maschinenfabrik Escher, Wyss & Cie. in Zürich erbaut. Sie ersetzte den GD Concordia wurde nach dem bayerischen Herrschergeschlecht der Wittelsbacher benannt, dem der damalige König Ludwig II. angehörte. Nach dem Ende der Monarchie wurde das Schiff in Augsburg umbenannt und von der Deutschen Reichsbahn übernommen. 
Die Wittelsbach war das erste bayerische Dampfschiff auf dem Bodensee, das als Halbsalondampfschiff gebaut wurde. Der Bedeutung des Tourismus entsprechend, erhielt das Schiff schon bald einen einheitlich elfenbeinfarbenen Anstrich. Aufsehen erregte die Wittelsbach mit einer drei Meter hohen Figur auf dem Vorschiff, die den weiß-blauen bayerischen Löwen darstellte, das Wappentier der Wittelsbacher. Dies entsprach ganz der Vorstellung des „Märchenkönigs“ Ludwig II., dessen Schloss Linderhof ein Jahr zuvor vollendet worden war. Nach zwei Jahren wurde die Plastik wieder entfernt, weil sie dem Steuermann die Sicht nahm.
Nach dem Ende des Ersten Weltkrieges musste auch die Wittelsbach ihren königlichen Namen abgeben und wurde in SD Augsburg umbenannt. 1928 wurde die Wittelsbach ausgemustert und abgebrochen. Abgelöst wurde sie durch das größte Dreideck-Motorschiff auf dem Bodensee, der Allgäu.